# Олешівська сільська рада (Тлумацький район)
| Олешівська сільська рада — колишній орган місцевого самоврядування у Тлумацькому районі Івано-Франківської області з адміністративним центром у с. Олешів. Водоймища на території, підпорядкованій даній раді: річки Дністер, Тлумачик. Сільській раді підпорядковані населені пункти: - с. Олешів - с. Антонівка - с. Буківна |

## Склад ради
Рада складається з 15 депутатів та голови.

### Керівний склад ради
| ПІБ                      | Основні відомості                                                 | Дата обрання | Дата звільнення |
| ------------------------ | ----------------------------------------------------------------- | ------------ | --------------- |
| Кузів Михайло Васильович | Сільський голова, 1967 року народження, освіта, безпартійний      | 26.03.2006   | 31.10.2010      |
| Кузів Михайло Васильович | Сільський голова, 1967 року народження, освіта вища, безпартійний | 31.10.2010   |                 |

Примітка: таблиця складена за даними джерела